# Cantón de Périgueux-Centro
El cantón de Périguex-Centro era una división administrativa francesa, que estaba situada en el departamento de Dordoña y la región de Aquitania.

## Composición
El cantón estaba formado por una fracción de la comuna que le daba su nombre:
- Périgueux (fracción)

## Supresión del cantón de Périgueux-Centro
En aplicación del Decreto nº 2014-218 de 21 de febrero de 2014, el cantón de Périgueux-Centro fue suprimido el 22 de marzo de 2015 y la fracción de la comuna que le daba su nombre se unió con las demás para que, por medio de una reestructuración cantonal, fueran creados los nuevos cantones de Périgueux-1 y Périgueux-2.